# Basatpur
Basatpur (nepalski: बसन्तपुर) – gaun wikas samiti w środkowej części Nepalu w strefie Narajani w dystrykcie Rautahat. Według nepalskiego spisu powszechnego z 2001 roku liczył on 711 gospodarstw domowych i 4379 mieszkańców (2057 kobiet i 2322 mężczyzn).